# Певческий флигель Царскосельского дворцового правления
Пе́вческий фли́гель Царскосе́льского дворцо́вого правле́ния (также Дом певчих) — историческое здание в Пушкине. Построено в 1752—1753 гг. Выявленный объект культурного наследия. Расположен в Лицейском переулке, дом 5.

## История
Здание построено в 1752—1753 гг. С. А. Чевакинским, дополняло соседнее здание Царскосельского дворцового правления. Во флигеле жили придворные певчие, что дало название и флигелю, и Певческому переулку (ныне Лицейский). В 1811—1816 гг. перестроено В. П. Стасовым под размещение квартир для служащих, а также больницу, кухни, баню, погреба. После этой перестройки флигель утратил часть декора, стены были гладко оштукатурены. Здание было надстроено вторым этажом в 1914—1917 гг. по поручению дворцового коменданта В. Н. Воейкова архитектором С. А. Данини, тогда же приобрело современный декор. К тому времени в здании жили водопроводчики и работники электростанции. Во втором этаже предполагалось разместить квартиру коменданта и его управление, однако переехать во вновь отстроенное здание Воейкову помешала революция. После революции здание стало многоквартирным жилым домом. Ныне в здании размещаются квартиры и мини-отель.

## Архитектура
Здание кирпичное, двухэтажное, с протяжённым фасадом по переулку. Оформление после надстройки неоклассическое, как считается, хорошо гармонирующее с первоначальным. Фасад венчают два треугольных фронтона.